# Malédiction des ressources naturelles
La « malédiction des ressources naturelles », parfois appelée malédiction des matières premières, est une situation économique paradoxale, caractérisée par la difficulté que rencontrent les nations possédant des ressources naturelles en abondance, en particulier le pétrole. Elle a été décrite la première fois en 1990, dans le livre de Richard Auty. La croissance et le développement économiques des pays pétroliers est inférieure à celle d’autres pays naturellement moins riches en pétrole. Il semble exister un lien négatif entre la proportion des exportations de matières premières dans le produit intérieur brut et le taux de croissance de pays tels que l'Algérie, le Nigeria, le Congo (RD) ou l’Angola.

## Histoire
Jusque dans les années 1980, l’orthodoxie économique considérait l’abondance de ressources naturelles comme un important vecteur de développement, qui permettait d’attirer les investisseurs étangers et d’accroître les revenus d’exportation. Ainsi, au XIXe siècle, les ressources naturelles des empire coloniaux européens étaient considérées comme une chance plutôt qu’une malédiction.
Un contre-exemple historique néanmoins connu par les historiens est le déclin économique du Royaume d'Espagne à partir du XVIe siècle, alors que ce dernier exploitait les richesses minières de ses colonies sud-américaines.
Le premier économiste utilisant l’expression « malédiction des ressources » est l’économiste britannique Richard Auty dans un ouvrage de 1993. Il y décrit un paradoxe : les pays en développement dotés d’abondantes ressources extractives affichent de moins bonnes performances que les pays dépourvus de ressources sur la croissance économique, la gouvernance, et les indicateurs sociaux.
La maladie hollandaise tire son nom car dans les années 1960, l’exploitation de gisements de gaz avait conduit à une appréciation du florin et à un déclin du secteur manufacturier. Il s'agit d'un cas spécifique bien que classique de la malédiction des ressources naturelles, dans lequel c'est l'appréciation de la monnaie du pays exportateurs par rapport aux monnaies étrangères qui détériore sa compétitivité économique.

## Causes
La corrélation négative entre taux de croissance et ressources naturelles a donné lieu à de nombreuses explications économiques et politiques. L’abondance de ressources naturelles ne semble pas être la cause directe de ce lien négatif.

### Causes liées au prix des matières premières
La volatilité des prix des matières premières est une deuxième cause de la faible croissance car elle entraîne des incertitudes et des risques. Selon l'économiste Rick van der Ploeg et l'historien Jan Josephus Poelhekke, c’est la raison principale de la malédiction des ressources naturelles.
D'autres économistes s’appuient sur la thèse de Singer-Prebisch des dégradation des termes de l'échange pour démontrer que la richesse des ressources est l’une des causes du sous-développement. Selon cette théorie, les termes de l’échange tendent à se dégrader pour les pays exportateurs de matières première en raison de la baisse du prix de ces dernières par rapport aux biens manufacturés.

### Causes monétaires
L’exportation de matières premières conduit, à court terme, à un excédent commercial pour le pays exportateur. Dès lors, ce dernier reçoit beaucoup de devises étrangères (comme des dollars), qu'il doit convertir dans sa monnaie nationale pour les utiliser (payer des salaires, investir...). Cette conversion massive et continue de devises étrangères dans sa monnaie nationale (le florin dans le cas des Pays-bas) provoque une hausse du taux de change de sa monnaie confrontée à une hausse de la demande. Cette hausse du cours de la monnaie du pays exportateur par rapport aux monnaie étrangères provoque, du point de vue des pays étrangers, une hausse du prix de ses exportations de produits manufacturés puisque meurs coûts de production sont payés dans sa monnaie. Cela détériore la compétitivité de son secteur manufacturier, non seulement à l'exportation, mais aussi dans son marché intérieur puisque les biens importés paraissent moins chers à ses consommateurs lorsque leur prix sont convertis dans sa propre monnaie dont le cours est élevé. Cette tendance met à mal des pans entiers de l’économie nationale, conduit à une désindustrialisation du pays et à une concentration de son économie dans son secteur extractif,. Ce dernier, peu intense en main d'oeuvre, ne permet pas de compenser le chômage provoqué par le déclin des autres secteurs économiques du pays.

### Causes politiques
La mauvaise gouvernance est également une cause fréquente du sous-développement de pays riches en ressources naturelles. Celle-ci se manifeste sur plusieurs points propres à l'économie de rente :
- Les États tirant une rente importante d’un secteur extractif prennent le risque de déficits budgétaires importants en raison de la volatilité des cours de leurs ressources naturelles et d’un « effet de voracité »[2]. En effet, leur élite au pouvoir tend à pécher par excès d’optimisme en engageant des projets pharaoniques (comme la grande rivière artificielle en Libye), qui nécessitent des investissements de long terme alors que les recettes à long terme sont incertaines[2].
- L'économie de rente favorise la corruption et le clientélisme (qui sont des freins au développement économique), dès lors que les dirigeants de pays riches en ressources naturelles tendent à redistribuer la rente à des groupes influents de manière plus que proportionnelle à la croissance des revenus dans le but de se maintenir au pouvoir[2].
- La rente générée par la vente des matières premières conduirait à des luttes de pouvoir qui déstabilisent l’activité économique des pays riches en ressources naturelles[7]. Par exemple, l’abondance de ressources naturelles dans une région éloignée de la capitale où une minorité ethnique représente la majorité de la population locale renforce le risque de conflit séparatiste[2] (comme la deuxième guerre civile soudanaise qui aboutit à l'indépendance du Soudan du Sud riche en ressources pétrolières[8]).
- Enfin, le fait que l’État tire son revenu d'une rente, et non de taxations comme dans la plupart des pays (sur le revenu, le patrimoine, etc), le rend indifférent à la situation professionnelle et économique de sa population, d’où l’image d’un État « suspendu » au-dessus de son peuple[9]. Et dès lors que les citoyens contribuent peu au trésor public, les dirigeants sont peu enclins à leur rendre des comptes quant à l’affectation de la rente, renforçant l’émergence d’institutions opaques et peu démocratiques[2].

## Vérification empirique
Sachs et Warner ont vérifié des régressions du taux de croissance de 95 pays par rapport à la proportion des exportations de ressources naturelles dans le produit intérieur produit et en tenant compte d’autres variables pouvant influencer la croissance (la protection juridique des entreprises, l’investissement ou le degré d’ouverture d’une économie nationale). Dans toutes ces régressions, la proportion des exportations de ressources naturelles a un effet négatif (environ deux points de pourcentage) sur le taux de croissance des pays.
Les estimations de Sala-i-Martin et Subramanian montrent que la malédiction des ressources naturelles est due à leurs effets sur les institutions politiques du pays. L’abondance de ressources naturelles crée des conditions propices à la corruption et aux gaspillages. Ce sont ces dernières qui causent un effet négatif sur la croissance et non pas les ressources naturelles en tant que telles.

## Solutions
Le fait que des pays riches en ressources naturelles ne subissent pas cette malédiction comme le Chili, l’Indonésie, la Malaisie, le Botswana, et la Norvège, montre qu'il n'y a pas de fatalité. Selon l'économiste suisse Gilles Carbonnier (en), les solutions sont connues :
- Que le pays producteur négocie avec les compagnies extractives des contreparties élevées au droit d'exploiter ses ressources afin de compenser leur épuisement en investissant dans des secteurs d'avenir, comme le capital humain[2]. En cas de forte hausse des cours des matières premières, les clauses contractuelles doivent permettre le prélèvement d’une taxe sur les bénéfices exceptionnels[2].
- La création d'un fond souverain, comme dans le cas de la Norvège et son « Government Pension Fund-Global », permet au pays producteur d'y placer les devises étrangères issues de ses exportations plutôt que les convertir directement dans sa monnaie locale au risque de provoquer une inflation qui nuirait à sa compétitivité[2]. Ces fonds sont censés bénéficier aux générations futures, une fois que les réserves d’hydrocarbures seront épuisées[2].
- Une gestions prudente des finances publiques financées par les exportations de matières premières pour se protéger contre les aléas liés à l'évolution de leur cours[2]. Par exemple dans le cas du Botswana, l'interdiction de financer les dépenses courantes de l'États par la rente diamantaire (les diamants représentant 90 % de ses exportations[13])[2]. Ou dans le cas du Chili, l'interdiction de voter un budget en déficit si le cours du cuivre (dont le Chili est le premier producteur mondial[14]) passe en deçà d'un certain seuil[2].
- Enfin, une gestion et une redistribution démocratique et transparente des revenus issus de l’exploitation des ressources naturelles sous forme de dividendes, de baisses d’impôts, ou d’investissements publiques[2]. Un tel choix de gouvernance a l’avantage de renforcer le contrat social entre l’État et les citoyens[2].

Pour encourager ces mesures, une campagne menée par une coalition internationale d’ONG dénommée « Publiez ce que vous payez », a abouti en 2003 une initiative volontaire multipartite : l’Initiative pour la transparence dans les industries extractives (ITIE). L’objectif de cette norme est d’évaluer dans quelle mesure les revenus des ressources pétrolières, gazières et minérales d’un pays sont gérées de manière transparente ,,.